# David Hume

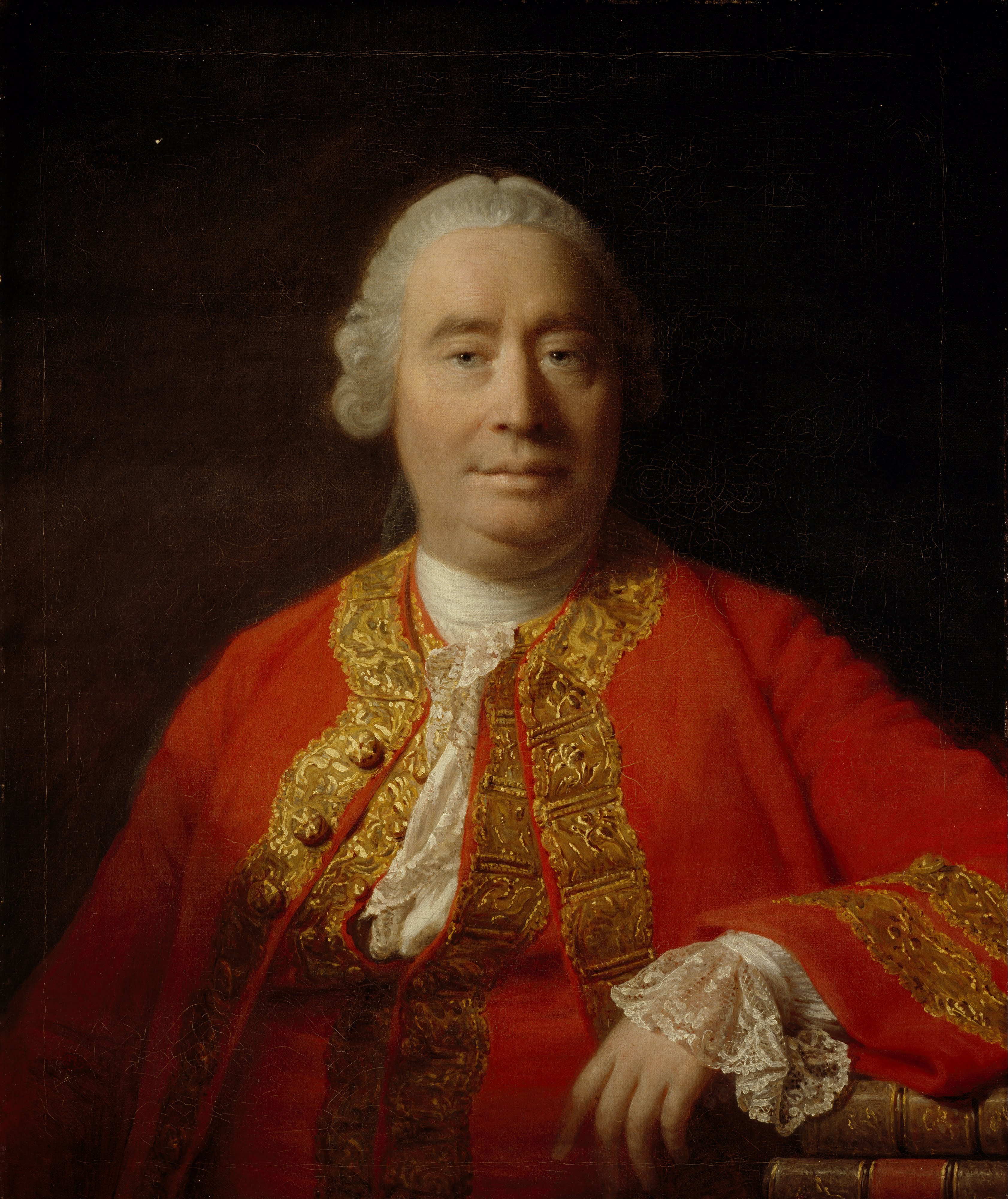
David Hume (1766)
Porträt von Allan Ramsay

David Hume [hju:m] (* 26. Apriljul. / 7. Mai 1711greg. in Edinburgh; † 25. August 1776 ebenda) war ein schottischer Philosoph, Ökonom und Historiker. Er war einer der bedeutendsten Vertreter der schottischen Aufklärung und wird der philosophischen Strömung des Empirismus beziehungsweise Sensualismus zugerechnet. Sein skeptisches und metaphysikfreies Philosophieren regte Immanuel Kant zu dessen Kritik der reinen Vernunft an. Mittelbar wirkte er als Vordenker der Aufklärung auf die modernen Richtungen des Positivismus und der analytischen Philosophie ein. In Bezug auf seine wirtschaftswissenschaftliche Bedeutung kann er zur vorklassischen Ökonomie gezählt werden. Hume war ein enger Freund von Adam Smith und stand mit ihm in regem intellektuellem Austausch.

## Leben
David Hume verfasste wenige Monate vor seinem Tod (datiert auf den 18. April 1776) seine Vita in Form einer autobiographischen Skizze. Er wurde 1711 in Edinburgh nach einem Bruder John (* 1709) und einer Schwester Catharine (* 1710) als zweiter Sohn eines als Anwalt tätigen verarmten Adeligen, Joseph Home of Ninewells in Chirnside Berwickshire, geboren und auf den Namen David Home getauft. Seine Mutter war Catharine Falconer, eine Tochter von Sir David Falconer (1640–1685), dem Lord President of the College of Justice. Bei seinem Tod 1713 hinterließ der Vater die Ländereien der Familie, das Gut Ninewells, auf dem die Geschwister aufwuchsen, und den Titel eines Lord Halkerton dem älteren Bruder, während Hume als jüngerem Sohn nur ein kleines Erbteil zustand, so dass er über wenig Geld verfügte.
Als Zwölfjähriger schrieb er sich 1723 an der Universität Edinburgh ein. Er lernte dort Latein, Griechisch, Logik und Metaphysik. Auf Druck der Mutter und seines Onkels George begann er 1726 in Edinburgh das Studium der Rechtswissenschaft. Im Jahre 1729 brach er das Studium ab, da er „eine unüberwindliche Abneigung gegen alles außer gegen Philosophie und allgemeine Gelehrsamkeit“ verspürte. Er erwarb sich in dieser Zeit so viel Kenntnisse, dass er später Freunden Rechtsbeistand leisten konnte. Er kehrte zu seiner Mutter und seinen Geschwistern nach Ninewells nahe der englischen Grenze zurück, wo er sich zu philosophischen Studien zurückzog. Diese bestanden in Lesen, sowie Beobachtungen menschlichen Denkens und Handelns, sein eigenes mit eingeschlossen.
Dabei traten „neben einem Zustand der inneren Unzufriedenheit […] körperliche Beschwerden auf, erst Skorbut, dann Speichelfluss. Er musste medizinisch versorgt werden und seine Lebensweise ändern. Er gab die ausschließliche Einsamkeit seiner Studierstube auf, verbrachte mehr Zeit mit seiner Familie und Freunden, ritt täglich aus und setzte sich selber nicht mehr unter Druck, um möglichst rasche Fortschritte in seinen philosophischen Forschungen zu machen. Nach und nach kehrte seine Arbeitslust zurück und seine körperlichen Gebrechen besserten sich. Aus dieser Zeit blieb ein lebenslang starkes Übergewicht zurück.“
Humes Versuch, seine der Wissenschaft gewidmete Lebensweise durch eine kaufmännische Tätigkeit zu ergänzen, schlug fehl. Er arbeitete ab 1734 ca. ein halbes Jahr als Schreibgehilfe für einen Kaufmann in Bristol. Während dieser Tätigkeit änderte er die Schreibweise seines Nachnamens von ‚Home‘ nach Hume, um sie der englischen Aussprache anzupassen. Der Kaufmann und dessen Freunde verspotteten Hume wegen seiner schottischen Nationalität, seiner Aussprache und seiner Kenntnisse. Auch dies trug dazu bei, dass er die Tätigkeit im Kontor bald aufgab.
Von 1734 an hielt Hume sich in Paris und in Reims auf. Der französische Lebensstil gefiel ihm. Im Sommer 1735 übersiedelte er nach La Flèche bei Le Mans an der Loire. Im Jesuitenkloster des Dorfes war René Descartes zur Schule gegangen. Hume arbeitete in einer privaten Wohnung in La Flèche zwei Jahre lang an der Fertigstellung seines A Treatise of Human Nature (Ein Traktat über die menschliche Natur).
In London bereitete er ab 1737 dieses 1739/40 erschienene Werk zum Druck vor, dem allerdings keine große Resonanz beschieden war. Anonym veröffentlichte Hume selbst eine Rezension der Schrift, was dem Treatise allerdings auch nur wenig neue Aufmerksamkeit bescherte, so dass Hume später urteilte: „Als Totgeburt fiel er aus der Presse und fand nicht einmal soviel Beachtung, um wenigstens unter den Eiferern ein leises Murren zu erregen.“
Das Murren der Eiferer drückte sich immerhin in einem anonymen Pamphlet aus, das Humes Ruf als „Atheist“, „Materialist“ und „Amoralist“ begründete, aufgrund dessen seine Bewerbung auf den Lehrstuhl für „Ethik und Pneumatische Philosophie“ in Edinburgh 1745 wenig Chancen hatte und 1746 endgültig scheiterte. Nach dem Tod der Mutter musste er das Leben eines Privatgelehrten aufgeben, arbeitete stattdessen 1745 als Tutor des 3. Marquess of Annandale (1720–1792) in England und ab 1746 für zwei Jahre als Sekretär für General St. Clair, den er zunächst auf eine militärische Expedition an die französische Küste begleitete, dann als Adjutant auf eine militärisch-diplomatische Mission nach Wien und Turin. Diese Jahre der Unterbrechung seiner philosophischen Studien verschafften ihm ein Vermögen, das seine finanzielle Unabhängigkeit für die folgenden Jahre sicherte; nach eigenen Angaben rund 1.000 Pfund Sterling.
Bereits 1741 und 1742 waren Humes Essays Moral and Political veröffentlicht worden: Hume überarbeitete seinen Treatise, um ihn in Teilen neu zu veröffentlichen, da er überzeugt war, dass „der Mißerfolg […] mehr von seiner Form als seinem Inhalt herrührte“. Der erste Teil erschien 1748 unter dem Titel Philosophical Essays Concerning Human Understanding; später als An Enquiry Concerning Human Understanding (Eine Untersuchung über den menschlichen Verstand). Auf dem Landsitz seines Bruders arbeitete Hume ab 1749 an einem weiteren neuformulierten Teil des Treatise, An Enquiry Concerning the Principles of Morals (Eine Untersuchung über die Prinzipien der Moral), erschienen 1751, und an seinen Political discourses, die er 1752 in Edinburgh, seinem neuen Wohnsitz nach der Heirat seines Bruders, veröffentlichte.

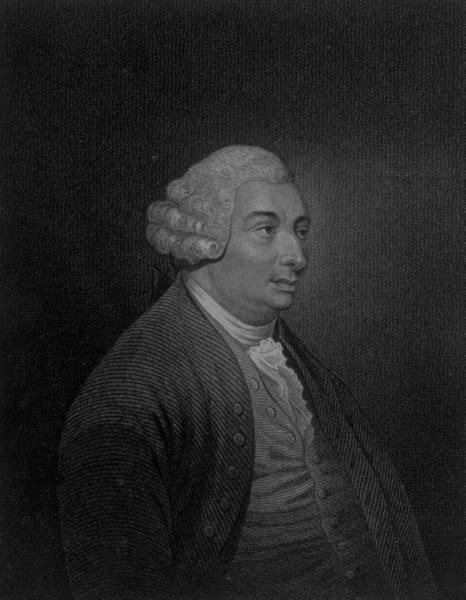
David Hume 1754

Noch einmal bewarb sich Hume 1751 auf eine Professur, nämlich auf den Lehrstuhl für Logik in Glasgow, womit er jedoch 1752 wiederum scheiterte, so dass er „der einzige bedeutende schottische Philosoph im Zeitalter der Aufklärung [blieb], dem eine Universitätskarriere verwehrt“ wurde. Im selben Jahr, in dem sich auch Humes wachsender Erfolg in der Notwendigkeit von Neuauflagen seiner Werke (abgesehen vom Treatise) zeigte, wurde er Bibliothekar des Juristenkollegiums (Anwaltskammer) in Edinburgh und begann die Arbeit an seiner seit 1745 geplanten unparteiischen Geschichte Englands. Durch die Bibliothek von 30.000 Bänden, die ihm zur Verfügung stand, konnte er den ersten Band 1754 unter dem Titel History of Great Britain veröffentlichen, der mit dem Aufstieg des Hauses Stuart zum Königtum von England, Schottland und Irland 1603 einsetzt:

„Ich glaubte, der einzige Historiker zu sein, der sich weder um gegenwärtig herrschende Mächte, Interessen und Autoritäten noch um das Geschrei allgemein umlaufender Vorurteile kümmerte. Und da ich den Gegenstand für jedermann faßlich dargestellt hatte, rechnete ich auf entsprechenden Beifall. Doch wie jämmerlich scheiterte meine Hoffnung!“

Doch nach anfänglichem Widerstand von verschiedenen Parteien wurde Humes Geschichte von Großbritannien sein größter Publikumserfolg, frühzeitig in mehrere Sprachen übersetzt, und machte ihn zu einem reichen Mann. Er wurde bis weit ins 19. Jahrhundert als der Historiker der englischen Geschichte gefeiert. Ebenso wie die sechs Geschichts-Bände, die bis 1761 erschienen, stieß zunächst auch sein Werk The Natural History of Religion (Die Naturgeschichte der Religion), das 1757 zusammen mit drei weiteren Abhandlungen erschien, in akademischen Kreisen auf breite Ablehnung. 1761 wurden alle Schriften Humes vom Vatikan auf den Index Librorum Prohibitorum gesetzt (bis 1872). Zu diesem Zeitpunkt war der Absatz von Humes Schriften jedoch bereits so groß, dass er gut davon leben konnte:

„Doch ungeachtet der wechselhaften Witterung, der meine Schriften ausgesetzt waren, hatte ihr Absatz solche Fortschritte gemacht, daß die Autorenanteile, die die Buchhändler an mich abführten, bei weitem alles übertrafen, was man bis dahin in England kannte.“

Bis 1769 stiegen Humes jährliche Einkünfte auf rund 1.000 Pfund Sterling. Neben seinen Tantiemen trug zu seinem Wohlstand auch die Bekanntschaft mit Francis Seymour-Conway, Marquess of Hertford bei, der 1763 zum britischen Botschafter in Paris ernannt wurde und Hume zu seinem Privatsekretär machte. Hume wurde 1765 zum Botschaftssekretär ernannt und war ab Sommer des Jahres für vier Monate alleiniger Geschäftsträger der Pariser Botschaft, nachdem Seymour-Conway zum Vizekönig von Irland ernannt wurde und bis der Nachfolger Charles Lennox, Duke of Richmond eintraf. Während seines Aufenthaltes in Paris war er auch häufig zu Gast bei Paul Henri Thiry d’Holbach und dessen salonartigen, regelmäßigen Treffen der sogenannten Coterie holbachique in der Rue Royale Saint-Roch.
Hume kehrte 1766 nach London zurück, wohin er den mit Haftbefehl gesuchten Jean-Jacques Rousseau eingeladen hatte, um ihm dort Asyl zu verschaffen. Rousseau floh nach wenigen Monaten aber aus Misstrauen gegenüber Hume, trug seinen Streit mit diesem publizistisch aus und kehrte etwas später nach Frankreich zurück. 1767 wurde Hume vom Bruder des Grafen Hertford aufgefordert, Unterstaatssekretär im Northern Department des britischen Außenministeriums zu werden, eine Aufgabe, der er bis ins folgende Jahr nachging. Nach Edinburgh kehrte er 1769 zurück, um seinen Lebensabend im heimatlichen Schottland zu verbringen. Seine ebenfalls unverheiratet gebliebene Schwester führte ihm den Haushalt. Über seine letzten Jahre schrieb Humes Freund, der Nationalökonom Adam Smith:

„Obwohl er sich […] sehr viel schwächer fand, verließ ihn sein heiterer Sinn doch nie, und er fuhr fort, wie gewohnt, sich damit zu unterhalten, seine eigenen Werke für eine neue Ausgabe zu berichtigen, Bücher zu seinem Vergnügen zu lesen, Gespräche mit seinen Freunden zu führen und manchmal abends eine Partie Whist zu spielen, ein Spiel, das er besonders mochte.“

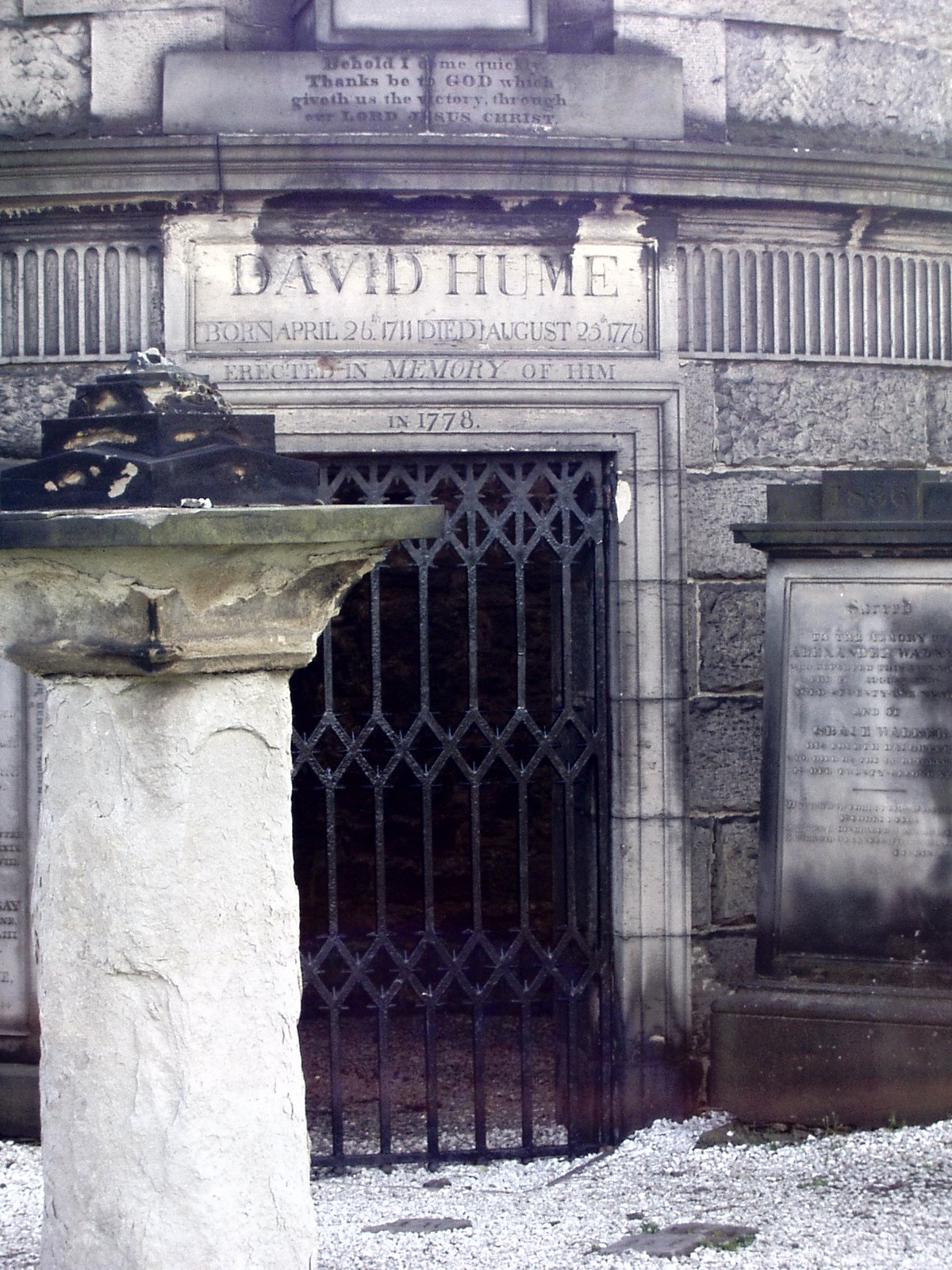
David Humes Grab auf dem Old Calton Cemetery in Edinburgh

Am 25. August 1776 starb David Hume in seinem Haus in der St. David’s Street in Edinburgh, nachdem er durch eine „chronische Diarrhöe von mehr als einem Jahr Dauer“ zunehmend schwächer geworden war. Begraben wurde er bald darauf auf dem Old Calton Cemetery (auch genannt Old Calton Burial Ground – nahe dem Calton Hill; erreichbar vom Waterloo Place aus) in Edinburgh.
Humes autobiographische Skizze, deren Ergänzung er Adam Smith ausdrücklich erlaubte, war von diesem zur postumen Veröffentlichung zusammen mit seinen Two Essays (Of Suicide und Of the Immortality of the Soul; London 1777) vorgesehen und entsprechend stilisiert:

„Humes Selbstporträt sollte ein Triumph der Größe über die Kleingeistigkeit seiner Feinde sein. Denn gerade in späteren Jahren seines Lebens sah sich Hume heftigen Angriffen auf seine philosophischen Schriften ausgesetzt, […] unter anderem von Vertretern der sogenannten schottischen Schule der Common-sense-Philosophie, die im Zeichen einer Verteidigung des gesunden Menschenverstandes gegen die als skeptizistisch erachtete Philosophie Humes auftraten.“

Wie die Two Essays, so erschienen auch die Dialogues Concerning Natural Religion (Dialoge über natürliche Religion) nach Humes Tod, wie er für diese Schrift, die bereits Anfang der 1750er Jahre entstanden war, testamentarisch verfügt hatte. Von einer Veröffentlichung zu Lebzeiten hatten ihm seine Freunde, die den möglichen Skandal befürchteten, abgeraten – und das, obwohl bis heute nicht geklärt ist, welche der in den Dialogen auftretenden Figuren Humes eigenen Standpunkt vertreten haben mögen. Nicht zuletzt durch die Umstrittenheit seiner Positionen war sein Einfluss auf zeitgenössische und spätere Denker enorm: „Er hatte nicht die Absicht, die Autoritäten milde zu stimmen, sondern er wollte sie schockieren.“ Als der „deutsche Hume“ galt sein jüngerer Zeitgenosse Johannes Nikolaus Tetens, der nicht zuletzt die Rezeption von Humes Ideen durch Immanuel Kant prägte.

## Philosophie
Hume stellte den Menschen in den Mittelpunkt seines Philosophierens. Er ging davon aus, dass die Menschen zum Handeln und Denken geboren sind. Deshalb entwickelte er mit seiner Philosophie einen Rahmen von Basisannahmen, die Erläuterungen und Anleitungen zum menschlichen Handeln und Denken gaben. Diese Basisannahmen nannte er 'principles'. Es handelt sich hier um Regeln, bzw. regelhafte Abläufe, die für Hume nicht dem Menschen als ewige Gesetze vorgegeben, sondern von einem Menschen für andere Menschen gefunden worden waren. Die Ergebnisse seiner Philosophie – so stellte Hume es sich vor – sollten gesellschaftsverbessernd wirken und die Wissenschaften grundlegend verändern. Humes Philosophie und die von ihm beeinflussten Denkrichtungen werden auch als „Humeanismus“ bezeichnet.
Aus seinen 'principles' des 'human understanding' folgerte er, dass menschliches Wissen von kultureller Gewohnheit (custom) bestimmt werde. Der Terminus 'human understanding' bezeichnete daher die 'Interpretation der Welt durch Menschen' und nicht 'den menschlichen Verstand', wie es die Tradition der deutschen Übersetzungen unterstellt. 'Verstand', 'Vernunft', 'Wille' und weitere metaphysische Termini wurden von ihm durch beobachtbare Tätigkeiten bzw. Prozesse ersetzt. Die Grundlagen für seine neue Philosophie fand Hume durch Hinsehen auf Anatomie bzw. Physiologie, menschliches Verhalten und eigenes Denken. Seine Überlegungen und Schlussfolgerungen (reasonings) daraus waren die Inhalte seines Philosophierens.
Hume verwarf alle bisherigen metaphysischen Philosophien und ihre dogmatischen Denkweisen, weil sie aus seiner Sicht von weitreichenden Theorien statt vom Beobachten ausgingen. Beobachten, Hinsehen auf menschliches Handeln und Denken sowie die Schlussfolgerungen bzw. seine Behauptungen daraus gehörten zur 'experimentellen Methode' seines Philosophierens. Seine Experimente unterschieden sich von denen in den Naturwissenschaften dadurch, dass sie nicht im Labor 'gemacht', sondern nur zufällig beobachtet werden und von ihm gesammelt werden konnten. Er bezog zeitgenössische medizinische Forschungsergebnisse über die menschliche Natur und deren Funktionsweise in sein Philosophieren mit ein.
Aus Humes Sicht stellte die Physis jedem Menschen das zur Verfügung, was er zu seinem Handeln und Nachdenken brauchte. Menschliche Vorstellungen entstehen aus sich ähnelnden 'impressions' bzw. ihren Kopien, den 'ideas', die auf assoziative Weise verbunden und durch Fantasieren vervollständigt werden. Die selbstverständliche Sichtweise, dass Kausalität beobachtbar sei, sei u. a. durch die spezifischen Eigenschaften des menschlichen Denkens bedingt. Daher empfahl er, eigene Wahrnehmungen, das, was Menschen sehen und fühlen und deren Mitteilungen sowohl für Menschliches als auch innerhalb der Wissenschaften sehr genau zu erforschen, anstatt voreilig davon auszugehen, dass die Dinge so sind, wie sie dem Menschen auf den ersten Blick zu sein scheinen. Seine eigenen Annahmen möchte er nur auf das beziehen, was er mit anderen gemeinsam betrachten und dadurch abgleichen könne.
Historiker der Philosophie stimmten und stimmen darin weitestgehend überein, dass David Hume – neben John Locke – der bedeutendste Philosoph ist, der jemals auf Englisch geschrieben hat. Der schottische Sensualist und Skeptiker nahm im englischen Sprachgebiet eine Position ein, die zumindest mit jener Immanuel Kants im deutschen Sprachraum vergleichbar war und ist. Diese hohe Wertschätzung ist jedoch erst ein Phänomen der letzten Jahrzehnte.

### Erkenntnistheorie
Fachleute des 18./19. Jahrhunderts, die mit von Kants Philosophie geprägter Sicht Humes Texte lasen, kamen zu dem Schluss, dass die Erkenntnistheorie das Herzstück der Humeschen Philosophie darstelle. Eine kantianisch geprägte Interpretationstradition entstand. Unter dieser traditionellen Sichtweise wird das, was Vertreter dieser Interpretationstradition bei Hume als Erkenntnistheorie zu finden glaubten, bis heute diskutiert. In der Hume-Forschung ist dies als Stückwerkinterpretation der Humeschen Philosophie bekannt und wird bearbeitet.

#### Die Grundlage der Erkenntnis
Hume ging von der menschlichen Natur aus. Den Terminus Natur bezog er u. a. eher nebenbei auf anatomisch-physiologische Vorgänge – dann sprach er von 'fabric' – vor allem aber auf das durch Neigungen ('passions') geprägte Handeln und die Vorstellungsweise ('understanding' bzw. 'imagination') von Menschen. Beides untersuchte er an sich und anderen. Die Reizbarkeit von Nerven war seit dem 17. Jahrhundert eine zum Teil begründbare Annahme von Anatomen und Physiologen. Es entstanden Theorien darüber, dass und wie Nervenreize – auch Empfindungen genannt –, Reizverarbeitung im Gehirn und Muskelbewegungen zusammenhängen und durch welches Fluidum dieser Zusammenhang ermöglicht werde. Zur Bezeichnung dieses unbekannten Fluidums war der schon von Descartes benutzte metaphorische Terminus animal spirits im Gebrauch, der sich auch bei Hume findet. Die zeitgenössische Anatomie und Physiologie gingen im Hinblick auf die Reizbarkeit der Nerven davon aus, dass die menschliche Natur, um sich zu erhalten, keinen Geist brauche.
Hume konstatierte in seiner Abhandlung über die menschliche Natur, dass Nervenreize ('sensations') und die mit ihnen verknüpften perceptions Grundlage menschlichen Handelns und Nachdenkens seien. Diese perceptions variieren je nach Stärke und Lebhaftigkeit.

„Alle perceptions des menschlichen Denkens lassen sich auf zwei verschiedene Arten zurückführen, die ich impressions und ideas nennen möchte.“

Die impressions sind die lebhaften und starken perceptions (Empfindungen), wie sie als Folge von hören, sehen, fühlen, lieben, hassen, wünschen oder wollen auftreten. Für das, was Menschen weniger eindrücklich und weniger lebhaft empfinden, verwendete Hume die umgangssprachliche Bezeichnung idea z. B. im Zusammenhang mit Tätigkeiten ('operations') des Gehirns wie nachdenken, erinnern und fantasieren. 'Denken' bzw. 'Gedanke' dürfte eine zutreffende Wiedergabe für idea sein.
Von diesen Annahmen ausgehend formulierte Hume die Grundthese seines Sensualismus: Alle ideas, so komplex sie auch sind, lassen sich von impressions (starken, lebhaften Empfindungen) ableiten. So verbinden Menschen zwei bereits erworbene Vorstellungen “golden” und “Berg” – die sie bereits früher kennengelernt haben –, wenn sie an einen ‘goldenen Berg’ denken. Menschen können sich ein Bild von einem ‘tüchtigen Pferd’ machen, weil sie ‘tüchtig’ aus eigenem Erleben kennen und Pferd mit 'impressions' bzw. 'ideas' (schwache, leblose Empfindungen) verbinden. Kurz gesagt: Alles, worüber Menschen sich Gedanken machen und womit sie komplexe Vorstellungen von etwas entwickeln, stammt von Nervenreizen ('sensations'), bzw. perceptions, genauer impressions.

„Oder – um mich philosophisch auszudrücken – alle unsere ideas, d. h. schwach ausgeprägten perceptions sind Simulationen von impressions, d. h. lebhafteren, stärker ausgeprägten perceptions.“

Die perceptions und seine auf Beobachtungen gegründeten Überlegungen (experimental reasonings='Annahmen, Behauptungen') waren der Ausgangspunkt für Humes Philosophie vom Menschen, die er Menschenwissenschaft nannte und die zu seiner Zeit innerhalb der Gelehrtenrepublik von anderen unter dem Terminus Moral Philosophy zum Thema der Zeit gemacht wurde. Seine sensualistische Wende in der Moral Philosophy hielt er für produktiv und innovativ:

„Ich behaupte, es gibt einerseits keine Frage von Belang, deren Antwort nicht in der WISSENSCHAFT ÜBER DEN MENSCHEN enthalten sein dürfte. Andererseits dürfte keine Frage zutreffend beantwortet werden können, bevor diese WISSENSCHAFT nicht bekannt ist. Wenn ich also vorhabe, die Grundlagen der menschlichen Natur offen zu legen, habe ich vor, ein komplettes wissenschaftliches Gebäude zu entwerfen, das auf einer fast völlig neuen Basis steht. Die einzige, wie ich annehme, von der aus einigermaßen gesichert geforscht werden kann.“

#### Das Problem der Außenwelt
Das Problem der Außenwelt besteht in der philosophischen Frage, ob die äußeren Dinge um uns herum unabhängig und verschieden von unseren Wahrnehmungen existieren. Hume behandelte dieses Problem u. a. in seiner Abhandlung über die menschliche Natur. Er stellte fest, dass sich der Glaube an die Existenz der Außenwelt nicht durch rationale Begründungen stützen lasse. Nach seiner sensualistischen Grundthese sind die Sinne die einzige Quelle unserer Kenntnisse über die Außenwelt, und diese liefern uns nur perceptions, aber nicht den geringsten Hinweis darauf, dass unsere Sichten oder Interpretationen von etwas außerhalb ihrer selbst verursacht werden.

„Die Funktion der Sinne dürfte ungeeignet sein, um daraus die Vorstellung (idea) ableiten zu können, dass Dinge fortdauernd vorhanden sind, nachdem sie unseren Sinnen längst entschwunden sind. Wir kommen zu widersprüchlichen Aussagen, wenn wir das behaupten. […] Die Sinne liefern nur einzelne perceptions ohne den kleinsten Hinweis auf etwas außerhalb und von uns Verschiedenem.“

Dennoch kann der Mensch nicht umhin, an die Existenz der Außenwelt zu glauben. Die Natur, so Hume, habe uns hierin keine Wahl gelassen (“Nature has not left this to [man’s] choice”).
Er stellte die Frage nach den Gründen für diesen starken Glauben: „Wenn ich nun diesen Wahrnehmungen eine wirkliche und körperliche Existenz zuschreibe, geschieht im Bewusstsein etwas, das schwierig zu erklären ist, was ich aber versuchen möchte.“
Diejenigen Sinnesreize, denen wir eine von uns unabhängige Existenz zuschreiben, unterscheiden sich von den übrigen durch eine merkbare Konstanz und Kohärenz: Werden sie eine Zeit lang nicht beobachtet (wendet man den Blick vom Schreibtisch ab), dann lassen sich davor gemachte Sinnesreize entweder erneut herstellen (indem man wieder zum Schreibtisch hinblickt) oder die Änderungen sind nachvollziehbar (der Schreibtisch wurde verschoben, dadurch ist aber nur seine Lage geändert, nicht etwa sein Aussehen). Humes Vermutung zufolge empfinden Menschen die Tatsache, dass alle Sinnesreize einerseits unterbrochen erscheinen und dann in nahezu gleicher Art wieder aufgenommen werden, als Widerspruch. Sie versuchen, diesen Widerspruch durch die ihnen glaubwürdige Vorstellung ('Imagination') einer realen unabhängigen Existenz des Objekts aufzulösen. Es ist fraglich, ob Hume damit Objektpermanenz meinte, wie entwicklungspsychologische Theorien dieses Phänomen interpretieren.

#### Das Problem der personalen Identität
Hume zufolge gibt es kein Selbst oder Ich. In seiner Erläuterung machte er erneut Gebrauch von seiner Grundthese des Sensualismus: Gäbe es das Selbst, bzw. Ich, so müsste sich diese Vorstellung letztlich von einem Sinneseindruck ('sensation' bzw. 'impression') herleiten lassen. Im menschlichen Kopf gibt es für Hume aber nur eine ständige Abfolge von impressions und ideas oder Bündel von 'perceptions', keinen konstanten oder einheitlichen Sinneseindruck, der alles zusammenhält und daher mit dem Ich gleichgesetzt werden könnte.
Hume verwies darauf, dass es auch andere Fälle gibt, in denen Identität zugeschrieben wird, obwohl sie im strengen Sinne gar nicht vorliegt. So wird ein Schiff, bei dem man eine Planke austauscht, immer noch als dasselbe angesehen, obgleich es nach Hume nicht mehr wirklich mit dem vorherigen Schiff gleichgesetzt werden kann, da es nach der Reparatur teilweise aus anderem Material besteht. (Vgl. Schiff des Theseus)
Hume versuchte nun aufzuweisen, wie die Abfolge der perceptions als etwas Identisches aufgefasst wird, wie es also zu der generalisierenden Fiktion eines Ich kommen könne. Diese Fiktion entstehe durch den engen Zusammenhang der perceptions im Menschen. Zum einen gibt es einen kontinuierlichen Strom von perceptions und zum anderen beeinflussen die verschiedenen perceptions einander verursachend, indem nämlich impressions durch Assoziation entsprechende ideas hervorrufen und diese wiederum impressions erzeugen können. Wichtig ist hierbei das Erinnern, das dem Menschen erlaubt, sich vergangene perceptions zu vergegenwärtigen. Letztlich ist es also dieser Zusammenhang der perceptions, der den Menschen dazu bringt, die Abfolge von impressions (starken, lebhaften Empfindungen) in einer Einheit zusammenzufassen, die dann Ich genannt wird.

#### Freier Wille
Hume vertrat in der Debatte um den freien Willen eine Form des Kompatibilismus. Seine Argumentationsstrategie beruhte insbesondere auf einem bestimmten Begriff von Freiheit. Humes Ansicht nach müssten freiheitliche Handlungen derart definiert werden, dass sie durch den Willen und den Wunsch des Handelnden verursacht wurden, nicht etwa dadurch, dass sie keine Ursache hätten, da eine Handlung ohne Ursache und Notwendigkeit nicht existiere.
Eine freiheitliche Handlung sei demnach jene Handlung, die durch interne Ursachen und nicht durch externe verursacht ist (also nicht ohne Ursache ist, sondern eine Ursache eines anderen Typs hat). Beispielsweise hat eine Person die freie Wahl in einem Zustand zu ruhen oder sich fortzubewegen, sofern sie nicht etwa als Häftling durch Ketten davon abgehalten wird. Der Wille zur Ruhe bzw. zur Fortbewegung sei eine interne, freiheitliche Ursache, während die Ketten eine externe Ursache seien, die den Handelnden zu einer Handlung zwingen.
In dieser Interpretation des Begriffs von Freiheit lassen sich deterministische Konzepte mit Freiheit in einem Kompatibilismus vereinen.

#### Kausalität
Während die Probleme der Außenwelt und der personalen Identität schon von den Empiristen George Berkeley und John Locke diskutiert wurden, gilt Hume als eigentlicher Initiator des philosophischen Kausalitätsproblems. Zunächst stellte er die Wichtigkeit der Ursachen-Wirkungs-Relation für jede empiristische Erkenntnistheorie heraus: Die einzige Möglichkeit, Informationen zu erhalten, die über die eigenen Erfahrungen hinausgehen, liege in Kausalrelationen. Zum Beispiel weiß ich von der Ermordung Julius Caesars durch Zeugen, die den Vorgang miterlebt und später aufgeschrieben oder in anderer Form weitergegeben haben, so dass dieses Faktum Eingang in neue Geschichtsbücher gefunden hat, von denen ich eines gelesen habe. Bei jedem dieser Schritte wird Information über die Ursache-Wirkungs-Beziehung weitergegeben, so dass man sagen kann, die Sätze in einem modernen Geschichtsbuch sind Wirkungen des Ereignisses der Ermordung Caesars, andernfalls wären sie nicht wahr.
Hume stellte heraus, was nach seiner Ansicht das Gemeinsame an allen Kausalvorgängen ist. Zunächst müssten Ursache und Wirkung immer räumlich benachbart sein. Zwar könnte ein Ereignis auch über eine gewisse Entfernung auf ein anderes wirken, aber nur, indem es eine Kette von benachbarten Ereignissen zwischen den beiden gibt. Dann erfolge die Wirkung immer später als die Ursache. Diese Bedingungen seien aber zusammen noch nicht hinreichend, es müsse ein drittes Element geben, eine Kraft oder Notwendigkeit, die vom einen Ereignis auf das andere wirke, so dass gewiss ist, dass die zweite Begebenheit auf der ersten beruht. Es zeigt sich aber, dass diese Notwendigkeit weder beobachtet noch erschlossen werden kann. Aus der Flüssigkeit und Durchsichtigkeit des Wassers könne z. B. nicht erschlossen werden, dass es einen Menschen ersticken kann.
Ursache-Wirkungs-Abfolgen unterscheiden sich nach Hume dadurch von bloß zufälligen raum-zeitlich benachbarten Ereignissen, dass sich in ersteren viele ähnliche Fälle beobachten ließen. Und allein darin liege die als notwendig angesehene Verknüpfung. Hat der Mensch die Abfolge von ähnlichen Ereignissen oft gesehen, so forme er aufgrund von Gewöhnung angesichts des einen Ereignisses die Erwartung des anderen. Naturgesetze beschreiben demnach nur beobachtete Regelmäßigkeiten und keine notwendige Verknüpfung zwischen Ursache und Wirkung. Jede andere Wirkung sei vorstellbar und berge keinen logischen Widerspruch in sich. Hume war sich darüber im Klaren, dass seine Theorie, nach der die notwendige Verknüpfung nicht in der Natur der Kausalvorgänge, sondern eher im Geiste der menschlichen Betrachter liege, provozieren muss. In diesem Zusammenhang spricht man auch vom Hume-Problem.

#### Induktion
Ähnlich wie bei den Gedanken zur Kausalität handelt es sich auch beim Induktionsproblem um eine von Hume neu entdeckte Problematik. Es ist der bis heute am meisten beachtete Teil seiner Philosophie.
Hier wird die gerade für eine empiristische Erkenntnistheorie eminent wichtige Praxis des Lernens aus Erfahrung in Zweifel gezogen. Ein Lernprozess findet beispielsweise statt, wenn jemand angesichts der Tatsache, dass ihn Brot in der Vergangenheit genährt hat, darauf schließt, dass es ihn auch in Zukunft nähren wird. Wie aber bereits in den Überlegungen zum Kausalitätsproblem herausgestellt, liegen die „kausalen Kräfte“ des Brotes im Verborgenen und lassen sich aus seinen beobachtbaren Eigenschaften nicht erschließen. Es gibt damit kein rational begründbares Argument dafür, dass das Brot tatsächlich auch in Zukunft nähren wird. Der Versuch, ein solches Argument durch Berufung auf ein „Uniformitätsprinzip“ herbeizubringen, welches besagt, dass die Zukunft der Vergangenheit ähneln wird, muss scheitern: Ein solches Prinzip könnte nur aus der Erfahrung begründet werden und setzt damit dasjenige, was es zu beweisen gilt, nämlich die Berechtigung, aus der Vergangenheit zu lernen, bereits voraus.
Es ist letztlich die Gewohnheit (s. o.), die den Menschen erwarten lässt, dass Brot ihn erneut nähren wird, wenn dies in der Vergangenheit wiederholt der Fall war. Tatsächlich muss der Mensch eine solche Erwartung hegen und in diesem Sinne aus der Erfahrung lernen. Dieser Drang ist von einem praktischen Standpunkt aus betrachtet als durchaus nutzbringend zu bewerten. Dennoch ist diese Praxis unter dem Vernunftsgesichtspunkt für Hume irrational.

### Praktische Philosophie

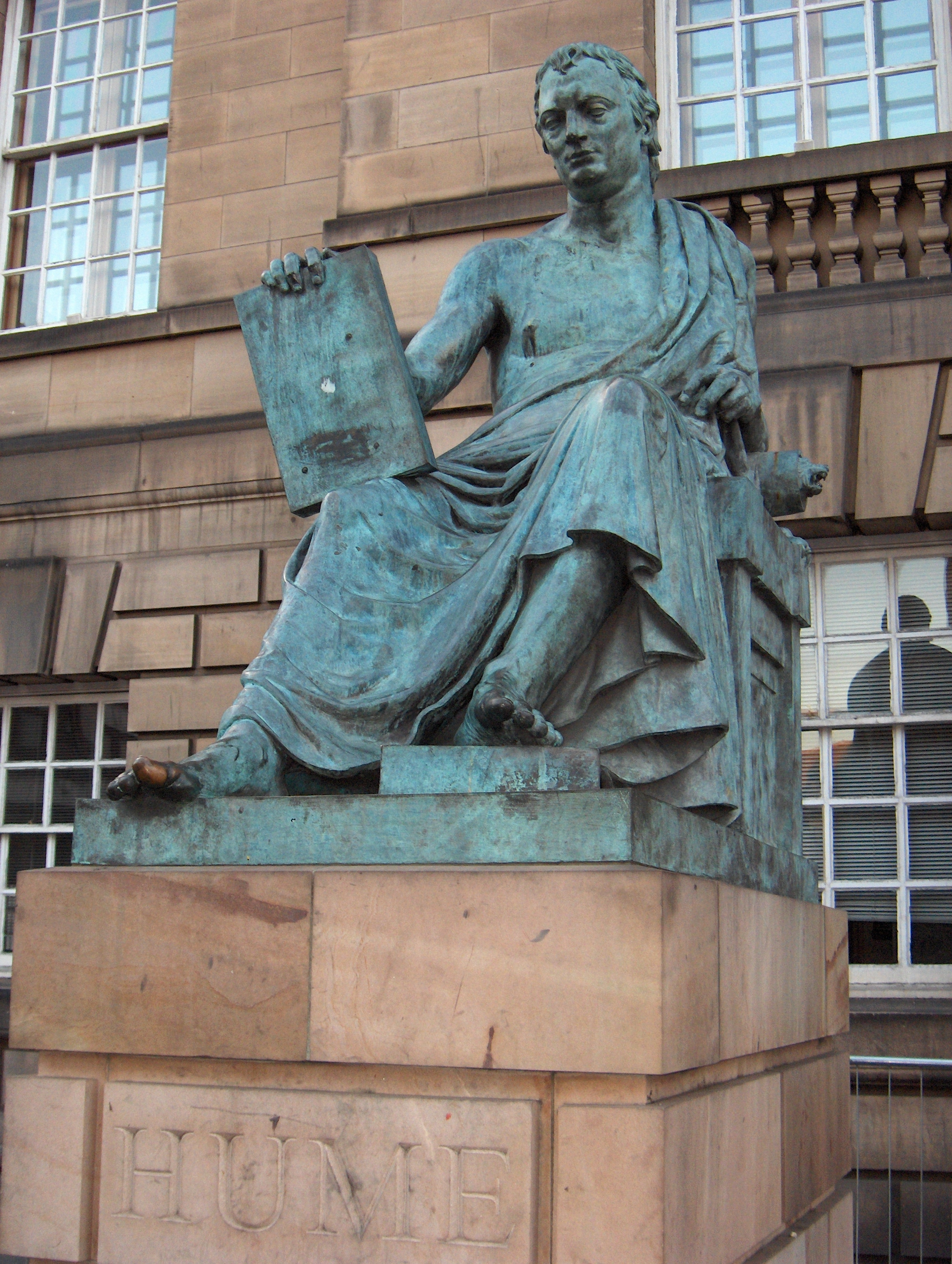
Statue Humes in Edinburgh

#### Ethik
Hume gilt als wichtiger Vertreter einer sogenannten „Gefühlsethik“. Sein Konzept von Ethik, das er in seinem Werk Eine Untersuchung über die Prinzipien der Moral und ausführlicher im Traktat über die menschliche Natur entwickelte, sieht die Moral im sinnlichen Empfinden (sehen, hören, tasten) des Menschen begründet. Zeitgenossen wie z. B. Shaftesbury verwendeten dafür den Terminus Moral Sense. Aus Humes Sicht wird moralisches Verhalten an Beispielen des Handelns anderer Menschen gelernt. Wenn Menschen (am deutlichsten erkennbar schon bei Kindern) das Verhalten anderer Menschen als positiv bzw. angenehm empfinden, kann dies zu eigenem positiven Verhalten anregen.

„So bezeichnete dann die Aussage, der Mensch habe einen moral sense nichts weiter als das, was Individuen als sehr angenehm empfinden, wenn sie ein bestimmtes Verhalten (Handeln) eines anderen betrachten. […] Weiter als bis zu dieser Behauptung möchte ich nicht gehen.“

In Humes Konzeption einer Gefühlsethik zeigt sich auch seine grundsätzliche Skepsis gegenüber der Rationalität: „Es läuft der Vernunft nicht zuwider, wenn ich lieber die Zerstörung der ganzen Welt will, als einen Ritz an meinem Finger.“ Durch diese Skepsis kommt Hume auch zu dem Schluss, dass rationale Einsichten allein niemals handlungsmotivierend sein können.
Die Ratio hingegen kann zwar bejahende oder verneinende Urteile treffen, aber für Hume sind das keine bewegenden Kräfte für Handlungen. Für Hume ist die Ebene, auf der sich moralische Handlungen abspielen, immer eine emotionale. Zweifelsohne ist für Hume der Intellekt trotzdem ein unentbehrlicher Faktor für die Moral: Er informiert über die Beschaffenheit der Sachverhalte, kann uns die Bedeutung von Ursache und Wirkung aufzeigen und letztlich auch zu bestimmten Handlungen dirigieren. All das muss aber auf einer Bereitschaft beruhen, der Ratio zu vertrauen. Und diese Bereitschaft stammt nach Hume aus der Welt der Gefühle. Moralische Urteile lassen sich somit nur treffen, wenn sowohl die Gefühlswelt als auch der Verstand an diesem Urteil beteiligt sind. Hume schreibt dazu: „Die menschliche Natur besteht nun einmal aus zwei Hauptfaktoren, die zu allen ihren Handlungen notwendig sind, nämlich aus den Neigungen und dem Verstande; nur die blinden Betätigungen der ersteren, ohne Leitung des letzteren, machen die Menschen für die Gesellschaft untauglich.“

#### Ökonomie
Humes Arbeiten zur Politischen Philosophie und zur Sozialtheorie fanden in Deutschland wenig Beachtung. In der Ökonomie gilt er als Urheber der Quantitätstheorie des Geldes. Diese Theorie nahm einige Ideen David Ricardos über komparative Kostenvorteile und damit über Arbeitsteilung und Außenhandel vorweg. Hume, David trat in wirtschaftspolitischer Hinsicht für den Freihandel ein.

#### Kein Sollen aus dem Sein
Im Bereich der Praktischen Philosophie hat besonders Humes These „Kein Sollen aus dem Sein“ viel Beachtung gefunden. Das Diktum „Aus dem Sein lässt sich kein Sollen ableiten“ ist eine Kurzfassung von Humes Aussage, dass moralische Urteile nicht allein auf der Erkenntnis der Beziehungen von Begriffen oder der deskriptiven Erkenntnis einzelner Tatsachen folgen. Eine Vorbedingung hierfür ist, dass nach Hume die Vernunft allein keinen Einfluss auf Gefühlsregungen (passions) haben kann. Diese provokante These, die Hume zu der Sentenz Reason is and ought only to be the slave of the passions („Die Vernunft ist und sollte auch nur Sklavin der Leidenschaften sein“) zuspitzt, begründet er wie folgt: Die Gegenstände der Vernunft haben einen propositionalen Gehalt, d. h., sie können wahr oder falsch sein. Gefühlsregungen, wie Angst, Freude, Begehren usw., können aber nicht wahr oder falsch sein, daher könne der Verstand auch auf sie nicht Einfluss nehmen. Das Gefühl kann aber auf etwas gerichtet sein, und hier kommt der Verstand ins Spiel: Wenn der Mensch Angst empfindet, kann die Vernunft Mittel und Wege ersinnen, wie diese zu vermeiden oder abzuschwächen ist. Aber auch in einem solchen Fall geht der ursprüngliche Impuls nicht von der Vernunft aus. Diese kann also Zweck-Mittel-Überlegungen anstellen, aber nach Hume selbst keine ursprünglichen Zwecke setzen.
Hieraus folgt, dass aus dem Sein kein Sollen gefolgert werden kann: Dass die Moral Einfluss auf Gefühlsregungen und Handlungen hat, zeigt sich darin, dass sich der Mensch oft durch moralische Vorschriften beeinflussen lässt. Da die Vernunft allein nach Hume jedoch keinen solchen Einfluss haben kann, können moralische Vorschriften auch nicht von Vernunftprinzipien allein hergeleitet sein.
Für Hume liegt daher die Verwerflichkeit eines Verbrechens, etwa Mord, nicht in einem objektiven Zug dieses Ereignisses, sondern in dem Gefühl der Missbilligung, welches der Mensch innerlich verspürt, wenn er mit dem Ereignis konfrontiert wird. Dem Mitgefühl kommt somit bei der Bestimmung moralischen Handelns eine große Bedeutung zu.
Von einem praktischen Gesichtspunkt macht es jedoch nach Hume kaum einen Unterschied, ob Tugend und Laster nun objektive Züge einer Handlung sind oder subjektive Gefühle im Betrachter (vgl. Subjektivismus): Für den Betrachter sind sie gleichwohl real, und er wird Verhaltens-Regularien, etwa die Gesetze eines Landes, entsprechend ausrichten.

## Ehrungen
- Nach David Hume wurde der Asteroid (7009) Hume[57] und der Mondkrater Hume[58] benannt.

## Trivia
Es ist eine, von Studenten der Hochschule begründete, Tradition, das Denkmal Humes in Edinburgh an dessen rechter großen Zehe zu reiben, um Glück und Weisheit zu erlangen. Diese ironische Tradition wurde bewusst gegen Humes Lehre begründet, der Aberglaube und Metaphysik strikt ablehnte, trotzdem ist die Zehe von den vielen Berührungen blank poliert.

## Werke
- A Treatise of Human Nature: Being an Attempt to introduce the experimental Method of Reasoning into Moral Subjects. (1739–1740; deutsch Ein Traktat über die menschliche Natur).
- Essays Moral and Political. (1741–1742; zusammen mit Political Discourses, 1752, ab 1777 veröffentlicht als Essays, Moral, Political, and Literary.).[60]
- An Enquiry Concerning Human Understanding. (1748; deutsch Untersuchung in Betreff des menschlichen Verstandes, auch Eine Untersuchung über den menschlichen Verstand).
- An Enquiry Concerning the Principles of Morals. (1751; deutsch Eine Untersuchung über die Prinzipien der Moral).
- The Natural History of Religion. (1757, einschl. Of the Passions, Of Tragedy, Of the Standard of Taste. ; deutsch Die Naturgeschichte der Religion)
- The History of Great Britain. 6 Bände, 1754–1762; deutsch Geschichte von Großbritannien. 2 Bände, und Geschichte von England. 4 Bände, J. E. Meyer, Breslau/Leipzig 1762 ff.; 2. Aufl. ca. 1770[61]
  - The history of Great Britain, under the house of Stuart (1759). Band 1: The reigns of James I. and Charles I.--Band 2: The Commonwealth, and the reigns of Charles II. and James II, online bei Archive.org
- Dialogues Concerning Natural Religion. (1779 postum; deutsch Dialoge über natürliche Religion).

Neuausgaben und Übersetzungen
- Eine Untersuchung über den menschlichen Verstand. [Nach der Ausgabe London 1898] Übersetzt und hrsg. von Raoul Richter; unveränderter Nachdruck Hamburg 1973 (= Philosophische Bibliothek. Band 35); 12. Auflage, hrsg. von Jens Kulenkampff, Meiner, Hamburg 1993, ISBN 3-7873-1155-6.[62]
- Dialoge über natürliche Religion. (Dialogues concerning Natural Religion.) 7. Aufl. Meiner, Hamburg 1993, ISBN 978-3-7873-1157-6
- Ein Traktat über die menschliche Natur. (A Treatise of Human Nature.) Band 1, Übers. & Hrsg. von Theodor Lipps. Meiner, Hamburg 1989, ISBN 978-3-7873-0921-4
  - Ein Traktat über die menschliche Natur. Band 2. Meiner, Hamburg 1978, ISBN 978-3-7873-0460-8
- Abriß eines neuen Buches, betitelt: Ein Traktat über die menschliche Natur etc. (1740) – Brief eines Edelmannes an seinen Freund in Edinburgh (1745). Engl.-dt., übers. u. hrsg. v. Jens Kulenkampff. Meiner, Hamburg 1980, ISBN 978-3-7873-0489-9
- Die Naturgeschichte der Religion. Über Aberglaube und Schwärmerei. Über die Unsterblichkeit der Seele. Über Selbstmord. Übers. u. hrsg. v. Lothar Kreimendahl, 2. Aufl. Meiner, Hamburg 2000, ISBN 978-3-7873-1451-5
- Politische und ökonomische Essays. Übers. v. Susanne Fischer, hrsg. v. Udo Bermbach. Meiner, Hamburg 1988, ISBN 978-3-7873-1265-8[63]
- Eine Untersuchung der Grundlagen der Moral. (An Enquiry concerning the Principles of Morals.)  Hrsg. von Karl Hepfer. Vandenhoeck & Ruprecht, Göttingen 2002, ISBN 978-3-525-30601-7
- Eine Untersuchung über die Prinzipien der Moral. (An Enquiry concerning the Principles of Morals.) Hrsg. v. Manfred Kühn. Meiner, Hamburg 2003, ISBN 978-3-7873-1355-6
- Über den Freitod und Über die Unsterblichkeit der Seele. Zwei Essays. Aus dem Englischen übersetzt von Holger Hanowell. Reclam, 2018. ISBN 978-3-15-019471-3.

## Rundfunkberichte
- Rolf Beyer: David Hume – Skeptiker und Menschenfreund, in SWR2 „Wissen“ vom 6. Mai 2011
- Hans Conrad Zander: vom 7. Mai 1711 – Geburtstag des Philosophen David Hume (ZeitZeichen 2016)